# Wrong
Wrong – pierwszy singel zespołu Depeche Mode promujący album Sounds of the Universe a zarazem czterdziesty siódmy w karierze grupy. W Wielkiej Brytanii został wydany 24 lutego, a w USA 6 kwietnia 2009.
Piosenka była nominowana do nagrody Grammy. Uplansowała się na 24 miejscu brytyjskiej listy przebojów. Oficjalnie singel zadebiutował w lutym, gdy zespół występował w Echo Awards w Niemczech. Otrzymał pozytywną odpowiedź na amerykańskie radio, stając się jednym z 30 piosenek, granych zaraz po premierze. B-Side "Oh Well" (który pojawia się również na Sounds of the Universe Deluxe Edition Box Set) jest pierwszym utworem, przy którym pracowali wspólnie Dave Gahan i Martin Gore.

## Teledysk
Teledysk został nakręcony w grudniu 2008 w reżyserii Patricka Daughtersa. Pojawił się na stronie My Space 20 lutego 2009. Przedstawia samochód Ford Crown Victoria jadący tyłem po pochyłej ulicy w Los Angeles. Samochód pozornie wydaje się jechać sam. Ujęcie we wnętrzu samochodu pokazuje jednak nieprzytomnego człowieka w lateksowej masce, leżącego na przednim siedzeniu. Gdy odzyskuje przytomność, orientuje się, że samochód porusza się w niekontrolowany sposób i chce uniknąć katastrofy. Orientuje się jednak, że jest zakneblowany i ma skrępowane taśmą ręce. Auto kolejno uderza w pieszego, kosze na śmieci i wózek sklepowy bezdomnego. Radiowóz policyjny rozpoczyna pościg za samochodem. Kiedy mężczyźnie w końcu udaje się uwolnić ręce i zrzucić maskę, dochodzi do ostatecznej kolizji z białym pick-upem i zatrzymania samochodu.
Na festiwalu Camerimage 2009 (przełom listopada i grudnia), Shawn Kim otrzymał za ten za teledysk nagrodę w kategorii "Najlepsze Zdjęcia do Wideoklipu". 3 grudnia 2009, wideoklip został nominowany do Nagrody Grammy w kategorii "Best Short Form Music Video". Był jednym z 20 najlepszych wideoklipów roku 2009. Jest na drugim miejscu najlepszych filmów w czasopiśmie Time i w Five Wideo Best 2009. W Spin Magazine jest na miejscu 10.

## Lista utworów

### 7" BONG 40
1. "Wrong" – 3:13
2. "Oh Well (7" Edit)" – 4:25

### CD Mute CDBONG 40
1. "Wrong" – 3:13
2. "Oh Well (Black Light Odyssey Remix)" – 5:54

### CD Mute LCDBONG 40
1. "Wrong" – 3:13
2. "Wrong (Trentemøller Club Remix)" – 6:57
3. "Wrong (Thin White Duke Remix)" – 7:43
4. "Wrong (Magda's Scallop Funk Mix)" – 6:25
5. "Wrong (D.I.M. vs Boys Noise Remix)" – 5:12

### 12" Mute 12BONG 40
1. "Wrong" – 3:13
2. "Wrong (Thin White Duke Remix)" – 7:43
3. "Wrong (Trentemøller Club Remix)" – 6:57
4. "Wrong (Caspa Remix)" – 5:08

## Twórcy

### Depeche Mode
- David Gahan - wokale główne
- Martin Gore - gitara, wokal wspierający, syntezator
- Andrew Fletcher - syntezator, gitara basowa

### Pozostali
- Luke Smith - syntezator, automat perkusyjny